# 九州石斑魚
九州石斑魚，為輻鰭魚綱鱸形目鱸亞目鮨科的其中一種，分布於西北太平洋日本九州海域，棲息深度360-570公尺，體長可達118公分，為底棲性魚類，屬肉食性，生活習性不明。

## 擴展閱讀
維基物種上的相關：九州石斑魚